# Josep Monràs i Galindo
Josep Monràs Galindo (Mollet del Vallés, 1960) és un polític català que ha exercit el càrrec d'alcalde de Mollet del Vallés des de l'any 2004. Pertany al Partit dels Socialistes de Catalunya (PSC).

## Trajectòria
És llicenciat en psicologia per la Universitat Autònoma de Barcelona i té un postgrau en desenvolupament local.
La carrera professional va començar de jove treballant en diferents col·legis de Mollet com a responsable d'esports, a més d'entrenar diversos equips en edat escolar, especialment de bàsquet, ja que és entrenador amb titulació nacional.
Des de l'any 1984 fins al 1992 va exercir com a docent a l'Escola Sant Gervasi, on a més de responsable del Departament d'Esports, també va ser responsable del Departament de Psicologia, director de BUP i membre del Consell Rector.
Amb motiu de la nominació de Mollet com subseu olímpica i paralímpica en els Jocs Olímpics de 1992, va ser el responsable de la coordinació dels voluntaris de la ciutat i director de l'equip olímpic de la subseu de Mollet del Vallès.
Des de l'any 1991 és regidor d'Esports de l'Ajuntament, i també ha estat responsable de les àrees de Promoció Econòmica, Comerç, Treball i Hisenda i de Serveis Personals.
Va ser escollit alcalde de Mollet del Vallès el 10 de gener de 2004 i reelegit el 16 de juny de 2007. El 19 de juliol de 2007 va ser nomenat diputat provincial i responsable de l'àrea d'esports de la Diputació de Barcelona càrrec que deixaria el 2011, any en què CIU i PP van passar a estar al càrrec de la diputació. En les eleccions municipals de maig de 2011, va ser reelegit alcalde i va assumir en la sessió constituent de l'11 de juny de 2011.
Als pocs dies de la seva reelecció,va afrontar una de les majors polèmiques de la seva carrea política. El 22 de juny de 2011 va sortir la notícia al diari El País de que volia apujarse el sou un 32%, passant de 59.000 euros bruts anuals a 78.000 (així com el d'altres regidors). Monràs es justificà alegant que ell no havia cobrat com alcalde desde la seva reelecció el 2007 car els seus ingresos provenien del seu càrrec com a diputat, els quals ascendien fins als 98.000 euros bruts anuals, que al 2010 es rebaixarien en un 15% quedant en 83.500. També va defensar que el sou seguiria trobant-se per sota dels paràmetres que dictaven organisme com la FMP (Federació Catalana de Municipis) i la ACM (Associació Catalana de Municipis). Finalment, el seu sou s'incrementà un 10% (el que suposava un increment de 6.000 euros quedant el sou total brut anual en 65.000) i el dels regidors en un 7% per igualar els sous del 2007. Aquest succés generà un descontentament entre alguns habitants del municipi. Unes 300 persones l'increparen durant quasi 2 kilòmetres en el trajecte que va fer l'alcalde a peu des de l'ajuntament fins al Centre Cívic Can Pantiquet.
Reelegit alcalde per al mandat 2015-2019 per ser la formació més votada en eleccions del 24 de maig amb 5.338 vots (26,36 %), i set regidors per davant de Canviem Mollet - CM.
El 2022 va deixar el càrrec per facilitar la renovació a l'Ajuntament, i van nomenar Mireia Dionisio alcaldessa de Mollet amb majoria absoluta. Un any després, el 2023 Dionisio revalidaria el càrrec a les eleccions municipals.